# Granatnik GP-25
GP-25 (ГП-25) – skonstruowany w ZSRR granatnik podlufowy kalibru 40 mm na granaty bezłuskowe.

## Historia konstrukcji
Pojawienie się w drugiej połowie lat 1970. nowej kategorii uzbrojenia – granatników podlufowych zostało zauważone w ZSRR, jednak kraj ten nie zdecydował się na opracowanie konstrukcji wzorowanej na granatnikach amerykańskich. Poszukując pomysłu na nową broń sięgnięto do okresu II wojny światowej i prac niemieckich firm Deutsche Waffen und Munitionsfabriken i Mauser. Prowadziły one badania nad pociskami które określały jako „samonapędzające”, a celem ich prac było opracowanie pocisków pozbawionych łusek. Pierwszy skonstruowany w ZSRR granatnik podlufowych otrzymał oznaczenie 6G15 (indeks GRAU 6Г15). Świat dowiedział się o istnieniu nowej broni w połowie lat 1980. (egzemplarze zdobyte przez afgańskich mudżahedinów). Są też nowsze wersje GP-30 i GP-34 (ГП-30, ГП-34) na ten sam nabój.
Na początku lat 90. XX wieku granatnik zmodernizowano. Nowa wersja oznaczona GP-25 posiada zmodernizowany celownik i powiększony, wygodniejszy chwyt pistoletowy. Opracowano także nowy typ granatu WOG-25P ВОГ-25П (jest to tzw. granat „odskokowy”, po upadku wybuch ładunku prochu czarnego podrzuca granat na wysokość ok. 1 metra i dopiero wtedy następuje detonacja właściwego ładunku granatu), zwykły granat WOG-25 ВОГ-25 wyposażono w unowocześniony zapalnik z pewniejszym w działaniu samolikwidatorem.

## Opis konstrukcji
Granatnik GP-25 „Kastior” «Костёр» jest jednostrzałową bronią przystosowaną do montażu pod lufą karabinu (AK-74, AKS-74, AK-74M, AK-101, AK-103 i AN-94). Granatnik jest ładowany odprzodowo nabojami bezłuskowymi 40 mm. Lufa gwintowana. Mechanizm spustowy z samonapinaniem. Broń jest wyposażona w mechaniczne przyrządy celownicze, umożliwiające prowadzenie ognia zarówno bezpośredniego, jak i pośredniego.

## Dane taktyczno-techniczne
|                                         | GP-25 |
| Kaliber [mm]                            | 40    |
| Długość broni [mm]                      | 323   |
| Długość lufy [mm]                       | 120   |
| Masa [kg]                               | 1,5   |
| Zasięg maksymalny [m]                   | 400   |
| Prędkość początkowa pocisku [m/s]       | 76    |
| Szybkostrzelność praktyczna [strz./min] | 4–5   |

|                                   | WOG-25 | WOG-25P |
| Kaliber [mm]                      | 40     | 40      |
| Prędkość początkowa pocisku [m/s] | 76,5   | 75      |
| Długość pocisku [mm]              | 105    | 119     |
| Masa pocisku [g]                  | 255    | 270     |
| Masa materiału wybuchowego [g]    | 48     | 37      |
| Promień rażenia odłamków [m]      | 5–6    | 6       |